# 光岡汽車
光岡汽車有限公司（日语：／）為日本政府第十家認可的國產汽車製造公司。總公司設立於富山縣富山市掛尾町508番地之3。創業社長光岡進的造車理念為：「小車廠，大夢想」（小さな工場には、夢がある；）。
目前，公司旗下的五十多家銷售店面遍佈日本各大主要城市。近年來，公司業務開始也往中國大陸與新加坡的汽車銷售市場發展。

## 公司沿革
說明：為求整體的一致性，以下車輛名稱皆用英文名稱為主，日文名稱為輔。

### 創業（1968年－1981年）
1968年2月，社長光岡進創業成立「光岡汽車工業」（光岡自動車工業）。最初，公司業務範圍僅有新車販售、中古車販售及車輛修護的工作。
1979年11月，正式更名為「光岡汽車有限公司」（株式會社光岡自動車）。
1981年12月，開始在富山縣婦負郡設立「開發部門」。自此，開啟本社製造車輛的第一步。

### 製造（1982年－1995年）
1982年2月，組裝車輛「BUBU shuttle 50」（BUBUシャトル50）發表。成為本社首輛製造與販售的車輛。1982年12月，組裝車輛「BUBU shuttle 501」（BUBUシャトル501）發表。
1983年5月，組裝車輛「BUBU shuttle 502」（BUBUシャトル502）發表。
1984年1月，組裝車輛「BUBU shuttle 503」（BUBUシャトル503）發表。
1985年1月，組裝車輛「BUBU shuttle 504」（BUBUシャトル504）、「BUBU shuttle 505-c」（BUBUシャトル505-c）發表。
1987年7月，組裝車輛「BUBU classic SSK」（BUBUクラッシックSSK）發表。從此，仿古典作品類型的改裝車輛，正式展開製造。同時，于美國設立分公司Mitsuoka Motors America,Inc，從事往美國輸出自製車輛和由美國輸入車輛的販售事業。
1989年2月，組裝車輛「BUBU 356 Speedster」（BUBU356スピードスター）發表。
1990年5月，原創車輛「Le-Seyde」（ラ・セード）發表。限量販售500台。
1991年7月，原創車輛「Dore」（ドゥーラ）發表。
1993年1月，原創車輛「Viewt」（ビュート；美遊人）開始發售。從此，仿古典作品類型的改裝車輛，成為開發車輛的主流。
1994年1月，轉型成為汽車製造廠後，首部生產車輛「ZERO 1」（ゼロワン）發表。1994年度，限量販售99台。
1995年3月，獲得「日本經濟新聞社」（日本経済新聞社）的「地區活性化貢獻企業獎」（地域活性化貢献企業賞）、「日本流行協會」（日本ファッション協会）的「生活文化獎」（生活文化賞）。

### 設立（1996年－2000年）
1996年2月，原創車輛「Galue」（ガリュー；我流）發表。1996年4月，首部生產車輛「ZERO 1」（ゼロワン）取得型式認定。成為日本32年以來，緊跟著「本田技研」後，第十家日本政府批准的國產汽車製造公司。1996年11月，原創車輛「ZERO 1 Classic Type F」（ゼロワン・クラシック・タイプF）、「Ray」（レイ；麗）發表。
1997年11月，原創車輛「Classic Type F」（クラシック・タイプF）開始發售。
1998年2月，原創車輛「Ryoga」（リョーガ；凌駕）發表。1998年7月，微型車輛「MC-1」，套件車輛「K-1」、「K-2」開始發售。自此，正式邁入微型車輛、套件車輛的製造。
1999年4月，微型車輛「MC-1T」，電動車輛「MC-1EV」開始發售。自此，正式踏入電動車輛的製造。1999年10月，原創車款「New Ray」（新型レイ）發表。1999年12月，原創車輛「Galue-II」（ガリューII）發表。
2000年3月，原創車輛「Yuga」（ユーガ；優雅）發表。2000年10月，取得「TX-I」車輛的日本總代理。2000年11月，原創車輛「New Le-Seyde」（新型ラ・セード）發表。

### 突破（2001年－2005年）
2001年7月，原創車輛「New Ryoga」（新型リョーガ）發表。2001年10月27日，第35屆「東京車展」參與展出。自此，正式邁入國際性質的汽車展覽會場。
2002年10月29日，第36屆「東京車展」參與展出。同時，電動車輛「CONVOY 88」（コンボイ88）發表。2002年11月，原創業社長暨董事代表光岡進轉任董事代表會長，原董事經營企劃室長光岡章夫轉任職社長，新體制開始。
2003年10月25日，第37屆「東京車展」參與展出。
2004年2月21日，原創車輛「Makeup Viewt」（メイクアップ．ビュート特別仕様車）開始發售。2004年4月，原創車輛「Nouera」（ヌエラ）開始發售。2004年10月，取得「TD2000」車輛的日本總代理。
2005年7月，原創車輛「New Galue」（新型ガリュー）發表。同時，光岡汽車總公司、開發部門、橫野工廠、開發營業部、東京展售處，各取得ISO 9001與ISO 2000的認証。2005年8月，微型車輛「MICRO TYPE-F」（マイクロ・タイプF）、套件車輛「K-3」限量發售。2005年9月，原創車輛「New Viewt」（新型ビュート）發表。2005年10月22日，第39屆「東京車展」參與展出。

### 嶄露（2006年－2010年）
2006年6月26日，隨即與「豐田汽車」締結3MZ-FE引擎與U151E變速箱的買賣契約。2006年7月27日，正式發表3MZ-FE引擎與U151E變速箱的組合，此組合將裝置在「Orochi」上。2006年10月3日，原創車輛「Orochi」發表。開始接受預訂，限量販售400台。2006年11月1日，第1屆「Carview年度風雲車」裏，「Orochi」以1043票，榮獲日本評論家票選為「2006年度特別獎」。2006年11月22日，微型車輛「MICRO TYPE-R」（マイクロ・タイプR）、套件車輛「K-4」限量販售。2006年11月30日，第1屆「消費者年度風雲車」裏，「Orochi」以1萬5686票，榮獲得日本消費者票選為「2006年度跑車獎」。2006年12月15日，原創車輛「15th Anniversary Viewt」（15周年記念特別仕様車）開始發售，慶祝「Viewt」誕生15周年。
2007年3月19日，爆發子公司內部工作人員販售顧客及員工個人資料事件。根據了解，位置在兵庫縣尼崎市屬於公司旗下大阪分公司專門販售超級跑車「藍寶堅尼」的內部工作人員，經由網際網路販賣所屬分公司顧客及員工的個人資料，受害時間集中在約2003至2004年間，其洩露資料包括獎金一覽報表、事業計劃書、組織圖表，以及銷售佣金金額等等，總計大約400人受害。為此，該公司已經展開內部調查行動，並加強顧客個人資料的控管，以杜絕相關事件再次發生。2007年4月12日，原創車輛「Galue Convertible」（ガリューコンバーチブル）發表。

## 公司理念

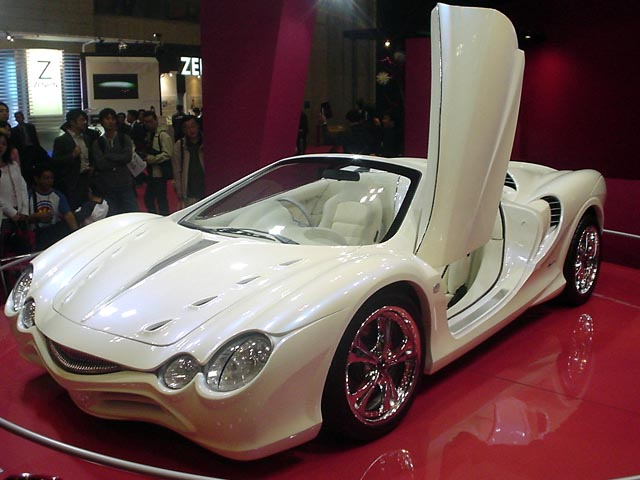
2005年 Mitsuoka Orochi Nude-Top Roadstar.（2005年，東京車展）

傳達『乘坐獨特且創新車輛的喜悅，讓許多人們理解』即是光岡汽車的原點。全部車輛的製造都具有豐富個性的設計，沒有一般車輛不太追求的獨創性。

### 製造工廠
購買全新日本國產車輛為基礎，運用玻璃纖維及鈑金的溶接，變更車體鈑件曲線部份設計，再敲打出所需求的車體形狀，一切採取新車的標準作業程序製造。由於，全部車輛皆為手工製作，製造過程十分繁瑣，並無法大量生產，每年度大約只生產1000輛左右，藉以保留車輛的獨特性和魅力。至今，共有兩處製造工廠，專責製造生產：
- 橫野工廠（位於富山縣富山市婦中町，含設計研發）
- 富山工廠（位於富山縣富山市掛尾町）

#### 製造流程
1. 車體班（車体班）：拆卸基礎車輛，開始改裝成原作車體。
2. 塗裝班（塗装班）：車體塗裝修飾。
3. 組裝班（擬装班）：車體零組件組裝。
4. 檢驗班（補修検査）：完成品的各部檢查。

#### 製造風格
因為，創業社長光岡進對復古懷舊的古董汽車，相當情有獨鐘。所以，公司旗下製造的全部車輛，皆都有著先進的機械設定，再搭配上復古的經典造型；既有現代化的優異性能，卻散發著濃烈的昔日情懷，更以全車手工限量製造，外型罕見而聞名於世，如同『經典車款，重製再造』。

#### 車名語源
每一輛車的概念及設計，全都將反映在車輛的命名上。當然，全部車輛命名也都經由公司內部的創意來決定。

### 研發工程
由於，光岡汽車是從改裝車廠出身，整體的公司規模不大，沒有太充裕資金去進行大規模的引擎研發工作，故僅只在車體方面進行研發工作。然而，從歷年來所推出的車輛外型來看，其所追求的個性夢想實際上是通過外觀造型為主；動力性能為輔的方法來實現。當然，如果從這個角度來切入的話，進行自行研發引擎方面，看來也似乎沒有必要了。

### 業務範圍
目前，公司旗下的五十多家銷售店面遍佈日本各大主要城市。現在，光岡汽車的產品巳在歐、美、日樹立起品牌威信與知名程度，市場口碑相當不錯。近年來，公司業務開始也往中國與新加坡的汽車銷售市場發展。
各部銷售額比例：
- 開發車款販賣：7％
- 國產車，進口車販賣：54％
- 中古車販賣：39％

| - 英國：Manganese Bronze Holdings PLC汽車製造公司 - LTI TX-I - LTI TX-II - 馬來西亞：TD Cars（Malaysia） Sdn. Bhd.汽車製造公司 - TD2000 | - 汶萊：Worldwide Motor Sdn. Bhd. - 巴林：AL Marzooq Motors - 香港: 恒昌汽車 - 澳門: 穎進車行 - 馬來西亞：Able Automobile Sdn. Bhd. - 中國内地：大成广和公司 - 新加坡：Advance Automobile Pte Ltd. |

#### 認證中古車
皆用極嚴苛的專業眼光來選擇國產高品質上等的二手車輛，並且更換車輛銷耗零件，運用新車製造的表準作業流程認證。交車前，施行67項目的檢查，交換7項目的零件。交車後，給予車輛12個月或行駛20,000km的保固。

## 車輛製造
說明：為求整體的一致性，以下車輛名稱皆用英文名稱為主，日文名稱為輔。
| - New Ryoga（新型リョーガ） - Nouera（ヌエラ） - New Galue（新型ガリュー） - New Viewt（新型ビュート） - Rockstar（ロックスター；大蛇） - Galue Convertible（ガリューコンバーチブル） - Le-Seyde（ラ・セード） - Dore（ドゥーラ） - Viewt（ビュート；美遊人） - ZERO 1（ゼロワン） - Ray（レイ；麗） - Orochi（オロチ；大蛇） - ZERO 1 Classic Type F（ゼロワン・クラシック・タイプF） - Galue（ガリュー；我流） - Classic Type F（クラシック・タイプF） - Ryoga（リョーガ；凌駕） - New Ray（新型レイ） - Galue-II（ガリューII） - Yuga（ユーガ；優雅） - New Le-Seyde（新型ラ・セード） | - Micro Car Series（マイクロカー） - MC-1 - K-1 - K-2 - MC-1T - MC-1EV - CONVOY 88（コンボイ88）／ME-II - MICRO TYPE-F（マイクロ・タイプF） - K-3 - MICRO TYPE-R（マイクロ・タイプR） - K-4 - BUBU shuttle 50（BUBUシャトル50） - BUBU shuttle 501（BUBUシャトル501） - BUBU shuttle 502（BUBUシャトル502） - BUBU shuttle 503（BUBUシャトル503） - BUBU shuttle 504（BUBUシャトル504） - BUBU shuttle 505-C（BUBUシャトル505-C） - BUBU classic SSK（BUBUクラッシックSSK） - BUBU 356 Speedster（BUBU356スピードスター） |

## 車輛展覽
說明：為求整體的一致性，以下車輛名稱皆用英文名稱為主，日文名稱為輔。

### 日本
| 年度／日期     | 屆次   | 車展名稱 | 類型 | 地點          | 概念車型                             | 預定銷售車輛     | 銷售車輛                                               |
| -------------- | ------ | -------- | ---- | ------------- | ------------------------------------ | ---------------- | ------------------------------------------------------ |
| 2001年10月27日 | 第35屆 | 東京車展 | 國際 | 千葉縣 千葉市 | Orochi、ME-II 、Le-Seyde Convertible | —— ——            | ZERO 1 Classic Type F 、Viewt、New Ryoga 、MC-1EV、K-2 |
| 2002年10月29日 | 第36屆 | 東京車展 | 國際 | 千葉縣 千葉市 | —— ——                                | CONVOY 88        | —— ——                                                  |
| 2003年10月25日 | 第37屆 | 東京車展 | 國際 | 千葉縣 千葉市 | Orochi Prototype 、ZERO 1 Prototype  | Nouera、Galue-II | CONVOY 88、Viewt                                       |
| 2005年10月22日 | 第39屆 | 東京車展 | 國際 | 千葉縣 千葉市 | Orochi Nude-Top Roadstar             | —— ——            | New Viewt、New Galue 、Nouera、K-3                     |
| 2007年10月27日 | 第40屆 | 東京車展 | 國際 | 千葉縣 千葉市 | Orochi Kabuto                        | —— ——            | —— ——                                                  |
| 2009年         | 第41屆 | 東京車展 | 國際 | 千葉縣 千葉市 |                                      |                  |                                                        |

### 中國
| 年度／日期     | 屆次   | 車展名稱 | 類型 | 地點          | 概念車型 | 預定銷售車輛           | 銷售車輛 | 備註   |
| -------------- | ------ | -------- | ---- | ------------- | -------- | ---------------------- | -------- | ------ |
| 2004年10月26日 | 第5屆  | 杭州車展 | 區域 | 浙江省 杭州市 | ——       | New Le-Seyde、Galue-II | ——       | [ 13 ] |
| 2004年11月23日 | 第2屆  | 廣州車展 | 區域 | 廣東省 廣州市 | ——       | New Le-Seyde、Galue-II | ——       | [ 14 ] |
| 2005年4月24日  | 第11屆 | 上海車展 | 區域 | 上海市        | ——       | —— ——                  | Galue-II | [ 15 ] |
| 2005年4月29日  | 第4屆  | 青島車展 | 區域 | 山東省 青島市 | ——       | —— ——                  | Galue-II | [ 16 ] |
| 2005年8月15日  | 第4屆  | 長春車展 | 區域 | 吉林省 長春市 | ——       | —— ——                  | Galue-II | [ 17 ] |
| 2005年9月27日  | 第5屆  | 東莞車展 | 區域 | 廣東省 東莞市 | ——       | —— ——                  | Galue-II | [ 18 ] |
| 2010年9月27日  | 2010年 | 成都車展 | 區域 | 四川省 成都市 | ——       | —— ——                  | Galue-II |        |

### 新加坡
| 年度／日期     | 屆次  | 車展名稱   | 類型 | 地點   | 概念車型                 | 預定銷售車輛      | 銷售車輛 | 備註   |
| -------------- | ----- | ---------- | ---- | ------ | ------------------------ | ----------------- | -------- | ------ |
| 2006年11月10日 | 第8屆 | 新加坡車展 | 區域 | 新加坡 | Orochi Nude-Top Roadstar | Nouera、New Galue | ——       | [ 19 ] |
| 2008年         |       |            | 區域 |        |                          |                   |          |        |

## 備註
1. ↑  古香古色顯豪華 光岡LE-SEYDE復古登場 （页面存档备份，存于），〈新浪網〉
2. ↑  メイクアップビュート特別仕様車 （页面存档备份，存于），〈auto-web.co.jp〉
3. ↑  光岡銷售馬來西亞Mg-TD改裝車TD2000 （页面存档备份，存于），〈搜狐網〉
4. ↑  Yahoo!生活 - 古裝絕跑 TD2000 （页面存档备份，存于），〈雅虎網〉
5. ↑  光岡的大蛇，量產車架自己打造！ （页面存档备份，存于），〈新浪網〉
6. ↑  光岡オロチ発表、完全ハンドメイドで1050万円 （页面存档备份，存于），〈価格.com〉
7. ↑  光岡自動車、大蛇の次に放つのはマイクロカー「ＴＹＰＥ－Ｒ」 （页面存档备份，存于），〈carview.co.jp〉
8. ↑  光岡自動車ネットの乱　顧客や社員の情報流出 （页面存档备份，存于），〈iza〉
9. ↑  光岡自動車、ガリューのオープンモデル「ガリューコンバーチブル」を発売 （页面存档备份，存于），〈日本經濟新聞社〉
10. ↑  光岡汽車設計師松井茂樹：改裝車的前景光明 （页面存档备份，存于），〈大洋網〉
11. ↑  .   [2010-09-20]. （原始内容存档于2010-12-31）.，〈日本光岡汽車官方网站〉
12. ↑  新加坡汽車展2006 廉價車概念車與SUV齊出位 （页面存档备份，存于），〈聯合早報〉
13. ↑  2004年第五屆杭州國際汽車展 （页面存档备份，存于），〈北方網〉
14. ↑  古香古色顯豪華 光岡LE-SEYDE復古登場 （页面存档备份，存于），〈新浪網〉
15. ↑  上海車展改裝車巨頭日本光岡售車價超百萬 （页面存档备份，存于），〈四川在線〉
16. ↑  2005青島國際車展4月29日隆重開幕 （页面存档备份，存于），〈人民網〉
17. ↑  車業巨頭齊聚中國汽車發源地 （页面存档备份，存于），〈大洋網〉
18. ↑  【車市】第五屆東莞車展月底舉行 （页面存档备份，存于），〈南方報業網〉
19. ↑  從豪華剛猛到經濟實惠新加坡汽車展2006 （页面存档备份，存于），〈聯合早報〉

## 外部連結
- 株式会社光岡自動車 （页面存档备份，存于）
- 光岡自動車的X（前Twitter）